# Paranthropus robustus
Paranthropus robustus è una specie di ominide estinta, vissuta fra i 2,3 e gli 1,2 milioni di anni fa, durante il Pleistocene.

## Ritrovamenti
Il primo esemplare ascrivibile a questa specie, TM 1517, di cui fu ritrovato parte del cranio e della mandibola, venne scoperto nel 1938 da Gert Terblanche, uno studente, nel giacimento fossilifero di Kromdraai in Sudafrica. L'antropologo scozzese Robert Broom, osservandone i tratti simili a quelli di Australopithecus africanus, ma più accentuati (più "robusti"), ne ritenne opportuna l'ascrizione a un nuovo genere che denominò Paranthropus.
Seguirono altri ritrovamenti:
- SK 48, un cranio scoperto nel 1950 da Fourie nella caverna di Swartkrans (Sudafrica) tra i resti di circa 150 individui, che si pensava appartenesse a un'altra specie, denominata Paranthropus crassidens. L'esemplare era probabilmente una femmina adulta vissuta 1,5-2 milioni di anni fa.

- DNH 7 (Eurydice), un cranio con mascella inferiore scoperto da Andrè Keyser nella Cava di Drimolen in Sudafrica. Anche in questo caso si tratta di un esemplare di sesso femminile vissuto circa 1.5-2 milioni di anni fa. A poca distanza venne trovata anche la mascella inferiore di un maschio adulto della stessa specie.

## Morfologia e comportamento
Come per le altre specie ascritte al genere Paranthropus, P. robustus si distingue per la maggiore robustezza fisica rispetto ad Australopithecus, pur essendo simile nella struttura generale. Misurava fra i 100 ed i 120  cm d'altezza, per un peso stimato tra i 30 e 40 kg ; i maschi erano considerevolmente più grandi e robusti delle femmine, segno probabilmente che questi ominidi vivevano in gruppi familiari formati da un singolo maschio dominante e più femmine coi loro cuccioli.

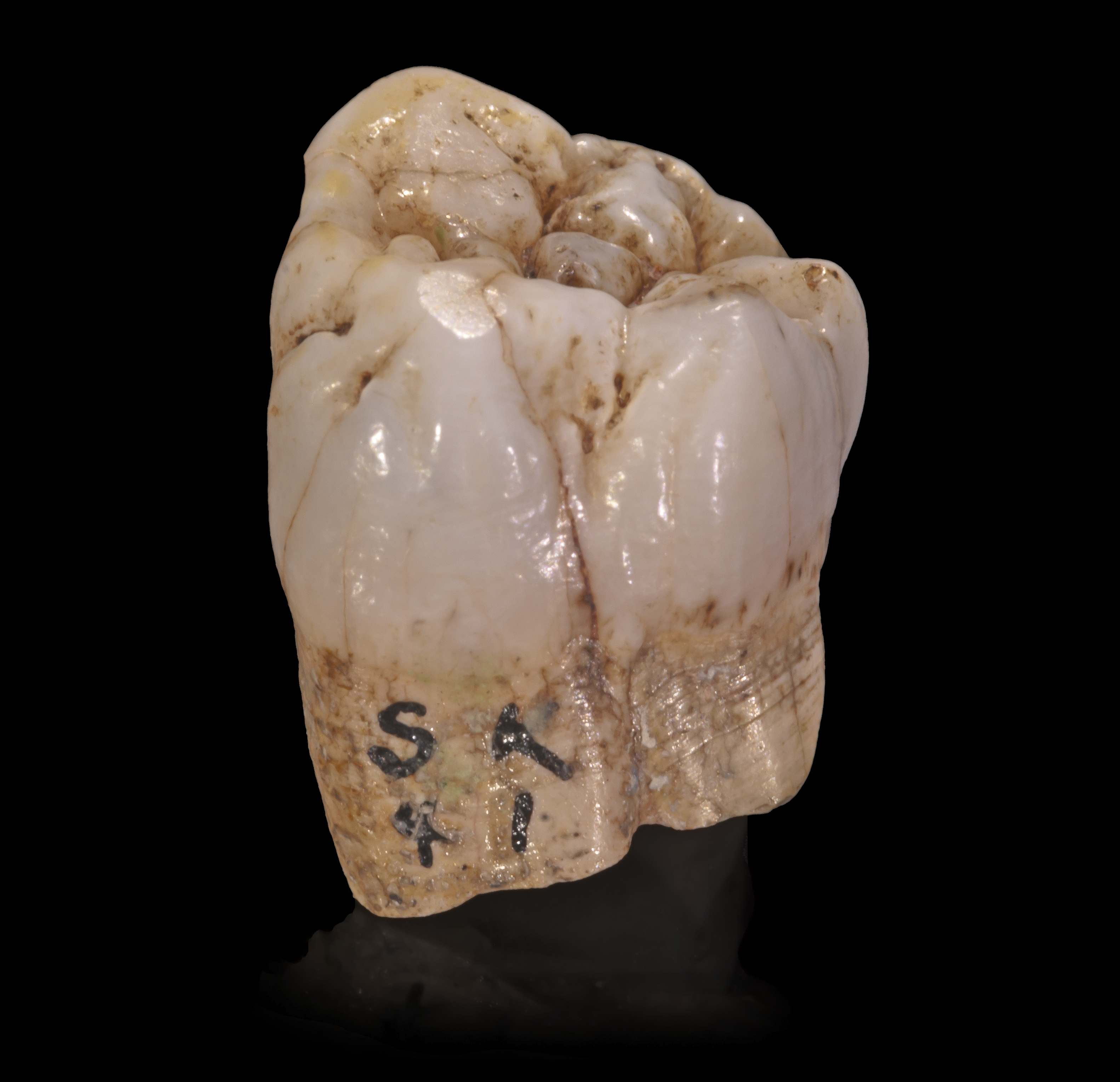
Un molare: notare lo smalto ispessito, tipico dei grandi masticatori di materie coriacee.

Il cranio presenta una mandibola forte e supportata da robusti muscoli temporali, che si fissano a un'apposita cresta sagittale posta all'apice del cranio. I denti si presentano grandi, appiattiti, dallo smalto  ispessito, tipici insomma di un animale che si nutre di vegetazione coriacea: i molari, in particolare, sono straordinariamente simili a quelli dei gorilla piuttosto che a quelli dell'uomo. La scatola cranica ha una capacità stimata in 410-530 centimetri cubici, all'incirca la stessa degli attuali scimpanzé.
Questi ominidi erano più legati alle aree di boscaglia e di foresta rispetto agli altri Australopithecus ed agli Homo coi quali convissero. Dallo studio dello smalto dei denti rinvenuti sinora è stato dedotto che la vita media di questi hominidi raramente superava i 17 anni.